# Vebop Project
Vebop ProjectとはREALITY Studios株式会社が運営するバーチャルYouTuber（VTuber）事務所。
事務所名のVebopはジャズの演奏形態であるBebopをモチーフとしている。

## 沿革
2024年2月に以下の8名が1期生としてデビュー。迷電ワークスの4名が2月17日、もりもりにゃんこめしの4名が同月18日に初配信を迎えた。

## 所属タレント

### 迷電ワークス
2月17日にデビュー。
- 常勝無敗ぐぬぬ
- 荻谷まりあ
- 泡喰はわこ
- 甘葛すもあ

### もりもりにゃんこめし
2月18日にデビュー。
- 数寄屋橋れんげ
- 微睡いちの
- 二藍しぃあ